# Laurent Drissen
Laurent Drissen est un astrophysicien québécois (Canada). Il est professeur en astrophysique à l'Université Laval. Il dirige la Chaire de recherche en astrophysique sur les étoiles massives et l'imagerie hyperspectrale.
Il est chroniqueur invité à l'émission radiophonique Les années-lumière.
Il est l'un des administrateurs de l'Observatoire du Mont Cosmos.

## Biographie
Laurent Drissen grandit à Montréal et à la campagne, dans les Cantons-de-l'Est; son intérêt pour l'astronomie peut provenir du ciel étoilé qui y était visible. En 1986, il soumet un mémoire à l'Université de Montréal intitulé Étude de la polarisation d'étoiles Wolf-Rayet. En 1989-1990, il soumet une thèse à la même université, intitulée Étude des étoiles Wolf-Rayet dans la galaxie spirale M33.
De 1990 à 1994, il vit aux États-Unis et fait ses études post-doctorales au Space Telescope Science Institute de la NASA à Baltimore. Lors de cette période, il accède à du temps d'observation du télescope spatial Hubble pour ses recherches,,. Il fait la découverte avec trois collègues de la supernova SN1996D en 1996 à partir de l'Observatoire Canada-France-Hawaï. Il s'agit alors de seulement la troisième découverte de supernova dont on connait l'étoile génitrice.
Il est nommé en septembre 2001 à la Chaire de recherche du Canada sur les étoiles massives.
Il est corécipiendaire du prix Science in Society Journalism Awards pour un documentaire radio Objectif Mars d'une durée de plus de 30 minutes décerné par l'Association canadienne des rédacteurs scientifiques en 2003 et diffusé en décembre 2003 dans l'émission Les Années lumière à la Première Chaîne de Radio-Canada. Il est également l'un des chroniqueurs récurrents de cette émission de culture scientifique.

## Recherches
Chercheur à l'Université Laval, Laurent Drissen se rend régulièrement à l'Observatoire du Mont-Mégantic pour y effectuer des missions d'observations ou pour y tester des instruments. Il travaille particulièrement avec le spectro-imageur à transformée de Fourier de l'Observatoire du Mont-Mégantic (SPIOMM) et la caméra à grand champ Panoramix. Le SPIOMM fait d'ailleurs l'objet d'un reportage de l'émission scientifique Découverte à Radio-Canada,. Le successeur de SPIOMM est un spectro-imageur à transformée de Fourier nommé SITELLE (Spectromètre imageur à transformée de Fourier pour l'étude en long et en large de raies d'émission). Installé sur le CFHT depuis 2015, il permet, depuis mars 2016, l'enregistrement de millions de spectres en une seule observation dans la gamme de fréquences situées entre 350 nm et 900 nm couvrant tout le spectre du domaine de la lumière visible. Les deux instruments ayant été réalisés grâce à une collaboration entre l'Université Laval et le groupe ABB. Pour ce travail, Laurent Drissen a reçu en compagnie de Frederic Grandmont le Prix Synergie pour l'innovation 2017 du Conseil de recherches en sciences naturelles et en génie du Canada dans la catégorie grande entreprise reconnaissant une collaboration efficace entre l'entreprise et les universités,.
Il a effectué plusieurs missions d'observations à l'Observatoire Canada-France-Hawaï.

## Œuvres
- Chroniques des années-lumière, MultiMondes, 2011.  (ISBN 978-2-89544-181-6) (présentation en ligne)